# Heřmanice u Oder
Heřmanice u Oder (niem. Gross Hermsdorf) – gmina w Czechach, w powiecie Nowy Jiczyn, w kraju morawsko-śląskim. Według danych z dnia 1 stycznia 2012 liczyła 324 mieszkańców.
Składa się z dwóch części:
- Heřmanice u Oder
- Véska

Zobacz też:
- Heřmanice